# 埃韦顿·达·席尔瓦·奥利维拉
埃韦顿·达·席尔瓦·奥利维拉（Everton da Silva Oliveira）是巴西足球运动员。

## 职业生涯
埃韦顿曾经效力于一些巴西国内联赛球队，2007年加盟中甲球队上海七斗星，2008年转投升班马安徽九方，并在安徽队效力两个赛季。
2010年，他转会加盟中甲升班马湖北绿茵。